# Exo from Exoplanet 1 – The Lost Planet
Exo from Exoplanet #1 – The Lost Planet war die erste Tournee der koreanisch-chinesischen Boyband Exo. Die Tournee begann im Mai 2014 in Seoul und wurde im Dezember 2014 in Osaka beendet. Insgesamt besuchte Exo 17 Städte in Asien. Die Tournee wurde von über 375.000 Menschen besucht.
Die Karten für die Konzerte in Seoul waren innerhalb von zwei Sekunden ausverkauft.
Während der Tournee erhoben Kris und Luhan eine Klage gegen SM Entertainment zur Beendigung ihrer Verträge und die Tournee wurde ohne sie weitergeführt. Außerdem wurde Kris von allen Plakaten entfernt.

## Setlist
Die Reihenfolge und Auswahl der Lieder können bei verschiedenen Konzerten teilweise abweichen. Die folgende Liste entspricht der des Konzertes in Seoul am 23. Mai 2014.
| Setlist |
| --- |
| 1. Delight (Chanyeol solo) (KR) 2. 너의 세상으로 (Into Your World) (EXO-M) 3. Black Pearl (CH) 4. Uprising (Chen solo) (KR) 5. SHINee Medley: 쏘리 쏘리 (Sorry Sorry) (KR), Dream Girl (KR), 링딩동 (Ring Ding Dong), Genie (KR) & Gee (CH) 6. XOXO (KR) 7. Exorient (Sehun solo dance) 8. Love, Love, Love (KR) 9. Thunder (EXO-K) 10. Tell Me What Is Love (D.O. solo) (KR) 11. My Lady (EXO-M) 12. My Turn to Cry (Baekhyun solo) (KR) 13. 인어의 눈물 (Baby Don't Cry) (EXO-K) 14. Machine (EXO-K) 15. Breakin' Machine (Xiumin solo dance) 16. 3.6.5 (CH-KR-CH) 17. History (KR/CH) 18. The Star (Luhan solo) (CH) 19. Beautiful (Suho solo) (KR) 20. 피터팬 (Peter Pan) (KR) 21. Metal (Tao solo dance) 22. VCR (Heart Attack) 23. Deep Breath (Kai solo) (KR) 24. Overdose (KR) Encore; 1. 늑대와 미녀 (Wolf) (KR) 2. 으르렁 (Growl) (KR) |

## Tourneedaten
| Datum              | Stadt         | Land                | Arena                                | Besucherzahl    | Einnahmen   |
| Asien              | Asien         | Asien               | Asien                                | Asien           | Asien       |
| ------------------ | ------------- | ------------------- | ------------------------------------ | --------------- | ----------- |
| 23. Mai 2014       | Seoul         | Südkorea            | Olympic Gymnastics Arena             | 42.174 (100 %)  | $4.189.056  |
| 24. Mai 2014       | Seoul         | Südkorea            | Olympic Gymnastics Arena             | 42.174 (100 %)  | $4.189.056  |
| 25. Mai 2014       | Seoul         | Südkorea            | Olympic Gymnastics Arena             | 42.174 (100 %)  | $4.189.056  |
| 1. Juni 2014       | Lantau Island | Hongkong            | AsiaWorld-Arena                      | 27.828 (100 %)  | $3.471.938  |
| 2. Juni 2014       | Lantau Island | Hongkong            | AsiaWorld-Arena                      | 27.828 (100 %)  | $3.471.938  |
| 14. Juni 2014      | Wuhan         | Volksrepublik China | Wuhan Sports Center Stadium          | 13.449 (100 %)  | $1.509.825  |
| 28. Juni 2014      | Chongqing     | Volksrepublik China | Chongqing Olympic Sports Center      | 13.893 (100 %)  | $1.558.964  |
| 5. Juli 2014       | Chengdu       | Volksrepublik China | Chengdu Sports Centre                | 14.526 (100 %)  | $1.615.346  |
| 11. Juli 2014      | Taipeh        | Taiwan              | Taipei Arena                         | 22.864 (100 %)  | $2.629.865  |
| 12. Juli 2014      | Taipeh        | Taiwan              | Taipei Arena                         | 22.864 (100 %)  | $2.629.865  |
| 18. Juli 2014      | Shanghai      | Volksrepublik China | Mercedes-Benz Arena                  | 20.958 (100 %)  | $2.571.053  |
| 19. Juli 2014      | Shanghai      | Volksrepublik China | Mercedes-Benz Arena                  | 20.958 (100 %)  | $2.571.053  |
| 27. Juli 2014      | Changsha      | Volksrepublik China | Helong Stadium                       | 13.774 (100 %)  | $1.545.611  |
| 2. August 2014     | Xi’an         | Volksrepublik China | Shaanxi Province Stadium             | 11.305 (100 %)  | $1.273.955  |
| 23. August 2014    | Kallang       | Singapur            | Singapore Indoor Stadium             | 10.677 (100 %)  | $1.297.342  |
| 30. August 2014    | Guangzhou     | Volksrepublik China | Guangzhou International Sports Arena | 13.082 (100 %)  | $1.465.841  |
| 6. September 2014  | Jakarta       | Indonesien          | Lapangan D Senayan                   | 14.958 (100 %)  | $1.612.202  |
| 13. September 2014 | Bangkok       | Thailand            | Impact Arena                         | 28.446 (100 %)  | $3.183.658  |
| 14. September 2014 | Bangkok       | Thailand            | Impact Arena                         | 28.446 (100 %)  | $3.183.658  |
| 20. September 2014 | Peking        | Volksrepublik China | MasterCard Center                    | 23.012 (100 %)  | $2.829.814  |
| 21. September 2014 | Peking        | Volksrepublik China | MasterCard Center                    | 23.012 (100 %)  | $2.829.814  |
| 11. November 2014  | Fukuoka       | Japan               | Marine Messe Fukuoka                 | 34.158 (100 %)  | $3.,213.905 |
| 12. November 2014  | Fukuoka       | Japan               | Marine Messe Fukuoka                 | 34.158 (100 %)  | $3.,213.905 |
| 13. November 2014  | Fukuoka       | Japan               | Marine Messe Fukuoka                 | 34.158 (100 %)  | $3.,213.905 |
| 18. November 2014  | Tokio         | Japan               | Yoyogi National Gymnasium            | 35.844 (100 %)  | $3.369.810  |
| 19. November 2014  | Tokio         | Japan               | Yoyogi National Gymnasium            | 35.844 (100 %)  | $3.369.810  |
| 20. November 2014  | Tokio         | Japan               | Yoyogi National Gymnasium            | 35.844 (100 %)  | $3.369.810  |
| 22. Dezember 2014  | Osaka         | Japan               | Osaka-jō Hall                        | 34.962 (100 %)  | $3.298.642  |
| 23. Dezember 2014  | Osaka         | Japan               | Osaka-jō Hall                        | 34.962 (100 %)  | $3.298.642  |
| 24. Dezember 2014  | Osaka         | Japan               | Osaka-jō Hall                        | 34.962 (100 %)  | $3.298.642  |
| Insgesamt          | Insgesamt     | Insgesamt           | Insgesamt                            | 375.910 (100 %) | $40.636.827 |